# Rivière aux Écorces du Milieu
Pour les articles homonymes, voir Écorce (homonymie) et Rivière aux Écorces.
La rivière aux Écorces du Milieu est un affluent de la rivière aux Écorces, coulant dans les territoires non organisés de Lac-Jacques-Cartier, la municipalité régionale de comté (MRC) de La Côte-de-Beaupré, dans la région administrative de la Capitale-Nationale, dans la province de Québec, au Canada. Le cours de la rivière aux Écorces du Milieu traverse la partie ouest de la réserve faunique des Laurentides.
La vallée de la rivière aux Écorces du Milieu est desservie indirectement par la route 169 et directement par la route forestière R0261 qui remonte la vallée de la rivière aux Écorces et la rivière aux Écorces du Milieu. Cette vallée est aussi desservie par quelques routes forestières secondaires, surtout pour les besoins la foresterie et des activités récréotouristiques.
La foresterie constitue la principale activité économique de cette vallée ; les activités récréotouristiques, en second.
La surface de la rivière aux Écorces du Milieu est habituellement gelée du début de décembre à la fin mars, toutefois la circulation sécuritaire sur la glace se fait généralement de la mi-décembre à la mi-mars.

## Géographie
Les principaux bassins versants voisins de la rivière aux Écorces du Milieu sont :
- côté nord : lac Frenette, rivière aux Écorces, rivière Trompeuse, rivière aux Écorces Nord-Est, lac Paris ;
- côté est : lac Jacqueline, rivière Pikauba, lac Pikauba, lac des Pas Perdus ;
- côté sud : rivière aux Écorces, lac de l’Émures, ruisseau Gratia, rivière Métabetchouane Est ;
- côté ouest : rivière aux Écorces, lac Eugène, lac Corneillier, rivière Métascouac.

La rivière aux Écorces du Milieu prend sa source au lac Chavigny (longueur : 2,5 km ; altitude : 824 m) en zone forestière dans la réserve faunique des Laurentides. Cette source est située à :
- 1,3 km à l’est du lac Germain ;
- 2,5 km à l’est du lac Franchère ;
- 5,7 km à l’ouest de l’embouchure du lac de tête de la rivière Launière ;
- 15 km au sud-ouest de la rivière Pikauba ;
- 16,0 km au sud-ouest de la jonction de la route 169 et route 175 ;
- 26,5 km au sud-est du sommet du centre du hameau Mont-Apica ;
- 18,9 km au nord-est de la confluence de la rivière aux Écorces du Milieu et de la rivière aux Écorces[2].

À partir de sa source (Petit lac Vézina), la rivière aux Écorces du Milieu coule sur 29,3 km avec une dénivellation de 260 m entièrement en zone forestière, selon les segments suivants :
Cours supérieur de la rivière aux Écorces du Milieu (segment de 4,6 km)
- 1,2 km vers le sud en traversant le Petit lac Chavigny (altitude : 822 m), jusqu’à la décharge (venant de l’est) du lac Cithare ;
- 2,8 km vers l’ouest en formant une boucle vers le sud, puis une courbe vers le nord en zone de marais, et en traversant le lac Day (longueur : 0,6 km ; altitude : 811 m) sur sa pleine longueur, jusqu’à son embouchure. Note : le lac Day reçoit du côté nord la décharge du lac Germain et du lac du Brouillard ;
- 0,6 km vers le sud-ouest en traversant sur environ 200 m la partie sud du lac Franchère (longueur : 2,8 km ; altitude : 803 m), jusqu’à son embouchure ;

Cours intermédiaire de la rivière aux Écorces du Milieu (segment de 13,9 km)
- 2,8 km vers l’ouest en traversant deux séries de rapides, puis en formant une courbe vers le nord en traversant le lac Arteau (altitude : 788 m) formé par un élargissement de la rivière, jusqu’à la décharge (venant du sud) du lac Bourget ;
- 4,0 km vers l’ouest, en formant une courbe vers le nord en contournant une montagne dont le sommet atteint 874 m, jusqu’au ruisseau Dei (venant du sud-est) ;
- 0,8 km vers l’ouest en formant une boucle vers le nord autour d’une île, jusqu’au ruisseau Gravel (venant du sud-est) ;
- 2,1 km vers l’ouest en formant une courbe vers le nord en traversant une zone de marais, jusqu’à la décharge (venant du sud) du lac Monette ;
- 4,2 km vers l’ouest, en formant une courbe vers le nord, puis une grande courbe vers le sud pour contourner une montagne dont le sommet atteint 834 m, et en traversant sur une centaine de mètres la partie sud du lac Sénécal (longueur : 0,9 km ; altitude : 703 m) jusqu’à son embouchure ;

Cours inférieur de la rivière aux Écorces du Milieu (segment de 10,8 km)
- 2,5 km vers le sud-ouest dans une vallée encaissée, jusqu’au ruisseau Chaperon (venant du sud-est) ;
- 2,3 km vers le nord-ouest en formant une courbe vers le sud, puis en passant du côté nord-est d’une montagne dont le sommet atteint 696 m ;
- 2,6 km vers le sud-ouest, jusqu’à un coude de rivière ;
- 3,4 km vers le sud en formant une courbe vers l’ouest en zone de marais, formant une boucle vers le sud, courbant vers l’ouest, formant une autre boucle vers l’ouest, puis vers le sud, jusqu’à son embouchure[2].

La rivière aux Écorces du Milieu se déverse sur la rive nord-est de la rivière aux Écorces. Cette confluence est située à :
- 2,7 km au sud du lac Frenette ;
- 8,8 km à l’est du cours de la rivière Métascouac ;
- 8,9 km à l’est du lac Corneillier ;
- 18,1 km au sud-est du lac aux Écorces ;
- 64,5 km au sud-est de la confluence de la rivière Pikauba et de la rivière aux Écorces ;
- 69,7 km au sud-est de la confluence de la rivière Pikauba et du lac Kénogami ;
- 90,7 km au sud de la confluence de la rivière Chicoutimi et de la rivière Saguenay dans le secteur Chicoutimi de la ville de Saguenay[2].

À partir de l’embouchure de la rivière aux Écorces du Milieu, le courant suit successivement le cours de la rivière aux Écorces sur 98,5 km généralement vers le nord, le cours de la rivière Pikauba sur 10,6 km généralement vers le nord, traverse le lac Kénogami sur 17,6 km vers le nord-est jusqu’au barrage de Portage-des-Roches, puis suit le cours de la rivière Chicoutimi sur 26,2 km vers l’est, puis le nord-est et le cours de la rivière Saguenay sur 114,6 km vers l’est jusqu’à Tadoussac où il conflue avec l’estuaire du Saint-Laurent.

## Toponymie
Le toponyme « rivière aux Écorces du Milieu » a été officialisé le 5 décembre 1968 à la Banque des noms de lieux de la Commission de toponymie du Québec.